# Яблунівський гідрологічний заказник (Черкаська область)
Яблуні́вський зака́зник — гідрологічний заказник місцевого значення в Україні. Об'єкт розташований на території Лисянського району Черкаської області, біля села Яблунівка. 
Площа — 3 га, статус отриманий у 1979 році.